# أنطونيو غونزاليس باتشيكو
أنطونيو غونزاليس باتشيكو (بالإسبانية: Antonio González Pacheco)‏ هو ضابط شرطة إسباني، ولد في 10 أكتوبر 1946 في الديا ديل كانو في إسبانيا.